# Carurú
Carurú is een gemeente in het Colombiaanse departement Vaupés. De gemeente telt 3300 inwoners (2005).
Gemeenten: Carurú · Mitú · Taraira

Departementale corregimientos: Pacoa · Papunahua · Yavaraté

Gemeentelijke corregimientos: Acaricuara · Villa Fátima